# Olympische Sommerspiele 2024/Trampolinturnen – Frauen
Das Trampolinturnen der Frauen bei den Olympischen Spielen 2024 in Tokio fand am 2. August 2024 in der Bercy Arena. Titelverteidigerin war Zhu Xueying aus China, die in Tokio vor ihrer Landsfrau Liu Lingling zu ihrer ersten olympischen Medaille sprang.

## Titelträgerinnen
| Olympische Spiele 2020         | Zhu Xueying  | Tokio      |
| Weltmeisterschaften 2023       | Bryony Page  | Birmingham |
| Afrikameisterschaften 2024     |              | Bizerte    |
| Panamerikameisterschaften 2024 |              | Lima       |
| Asienmeisterschaften 2024      | Zhang Xinxin | Hongkong   |
| Europameisterschaften 2024     | Bryony Page  | Guimarães  |
| Ozeanienmeisterschaften 2024   |              |            |

## Qualifikation
Bei den Weltmeisterschaften 2023 erhielten die NOKs der besten fünf Athletinnen ein Quotenplatz, allerdings wurde maximal ein Platz pro Nation vergeben. Abhängig von der Zahl der bereits qualifizierten Nationen erhielten mindestens vier weitere Nationen einen Quotenplatz über die Weltcup-Serie, die zwischen Februar 2023 und April 2024 ausgetragen wurde. Zusätzlich wurde ein Quotenplatz über die kontinentalen Meisterschaften vergeben. Jedoch beanspruchte nur Afrika diesen Quotenplatz.

## Ergebnisse

### Qualifikation
| Rang | Athletin                | Nation                         | 1, Sprung | 2, Sprung | Gesamt | Anm. |
| ---- | ----------------------- | ------------------------------ | --------- | --------- | ------ | ---- |
| 1    | Zhu Xueying             | China                          | 55,950    | 56,720    | 56,720 | Q    |
| 2    | Wijaleta Bardsilouskaja | Individuelle Neutrale Athleten | 56,340    | —         | 56,340 | Q    |
| 3    | Hu Yicheng              | China                          | 56,270    | —         | 56,270 | Q    |
| 4    | Anschela Bladzewa       | Individuelle Neutrale Athleten | 55,640    | 55,710    | 55,710 | Q    |
| 5    | Bryony Page             | Großbritannien                 | 54,970    | 55,620    | 55,620 | Q    |
| 6    | Hikaru Mori             | Japan                          | 54,890    | 55,150    | 55,150 | Q    |
| 7    | Madaline Davidson       | Neuseeland                     | 54,740    | 53,910    | 54,740 | Q    |
| 8    | Sophiane Méthot         | Kanada                         | 54,640    | 53,160    | 54,640 | Q    |
| 9    | Noemí Romero            | Spanien                        | 17,340    | 54,250    | 54,250 | R1   |
| 10   | Seljan Mahsudova        | Aserbaidschan                  | 42,950    | 53,750    | 53,750 | R2   |
| 11   | Luba Golowina           | Georgien                       | 53,620    | 53,460    | 53,620 |      |
| 12   | Léa Labrousse           | Frankreich                     | 53,220    | 52,990    | 53,220 |      |
| 13   | Jessica Stevens         | Vereinigte Staaten             | 53,170    | 52,450    | 53,170 |      |
| 14   | Isabelle Songhurst      | Großbritannien                 | 52,920    | 52,840    | 52,920 |      |
| 15   | Camilla Gomes           | Brasilien                      | 42,920    | 50,580    | 50,580 |      |
| 16   | Malak Hamza             | Ägypten                        | 9,090     | 9,650     | 9,650  |      |

### Finale
| Rang | Athletin                | Nation                         | Schwierigkeit | Ausführung | Flug   | Wandern | Gesamt |
| ---- | ----------------------- | ------------------------------ | ------------- | ---------- | ------ | ------- | ------ |
| 1    | Bryony Page             | Großbritannien                 | 15,000        | 16,400     | 15,580 | 9,500   | 56,480 |
| 2    | Wijaleta Bardsilouskaja | Individuelle Neutrale Athleten | 14,400        | 16,000     | 16,560 | 9,100   | 56,060 |
| 3    | Sophiane Méthot         | Kanada                         | 15,000        | 16,500     | 15,710 | 8,900   | 55,650 |
| 4    | Zhu Xueying             | China                          | 14,400        | 16,500     | 15,710 | 8,900   | 55,510 |
| 5    | Anschela Bladzewa       | Individuelle Neutrale Athleten | 14,400        | 16,000     | 15,420 | 9,200   | 55,020 |
| 6    | Hikaru Mori             | Japan                          | 15,000        | 15,200     | 15,740 | 8,800   | 54,740 |
| 7    | Madaline Davidson       | Neuseeland                     | 14,000        | 15,100     | 15,930 | 9,200   | 54,230 |
| 8    | Hu Yicheng              | China                          | 3,200         | 3,300      | 3,390  | 1,900   | 11,790 |